# Christmas (album của Michael Bublé)
| Đánh giá chuyên môn | Đánh giá chuyên môn |
| Nguồn đánh giá      | Nguồn đánh giá      |
| Nguồn               | Đánh giá            |
| ------------------- | ------------------- |
| Allmusic            | [ 1 ]               |
| Rockstar Weekly     | [ 2 ]               |

Christmas là album phòng thu thứ năm và album Giáng Sinh đầu tiên của ca sĩ người Canada - Michael Bublé. Album được phát hành ngày 21 tháng 10 năm 2011 ở Ireland tại Brown Thomas Dublin, 24 tháng 10 ở Vương quốc Liên hiệp, và 25 tháng 10 ở Hoa Kỳ. Ở tuần kết thúc vào ngày 10 tháng 12 năm 2011, Christmas vươn đến vị trí đầu bảng Billboard 200, trở thành album thứ ba của anh quán quân bảng xếp hạng này (sau Call Me Irresponsible (2007) & Crazy Love (2009)).

## Danh sách bài hát
| STT | Nhan đề                                       | Sáng tác                                                  | Thời lượng |
| --- | --------------------------------------------- | --------------------------------------------------------- | ---------- |
| 1.  | "It's Beginning to Look a Lot Like Christmas" | Meredith Willson                                          | 3:26       |
| 2.  | "Santa Claus Is Coming to Town"               | J. Fred Coots, Haven Gillespie                            | 2:51       |
| 3.  | "Jingle Bells" (với The Puppini Sisters)      | James Lord Pierpont                                       | 2:39       |
| 4.  | "White Christmas" (với Shania Twain)          | Irving Berlin                                             | 3:36       |
| 5.  | "All I Want for Christmas Is You"             | Mariah Carey, Walter Afanasieff                           | 2:51       |
| 6.  | "Holly Jolly Christmas"                       | Johnny Marks                                              | 1:59       |
| 7.  | "Santa Baby"                                  | Joan Javits, Philip Springer, Tony Springer               | 3:51       |
| 8.  | "Have Yourself a Merry Little Christmas"      | Hugh Martin, Ralph Blane                                  | 3:50       |
| 9.  | "Christmas (Baby Please Come Home)"           | Phil Spector, Jeff Barry, Ellie Greenwich                 | 3:07       |
| 10. | "Silent Night"                                | Franz Xaver Gruber, Joseph Mohr                           | 3:47       |
| 11. | "Blue Christmas"                              | Billy Hayes, Jay W. Johnson                               | 3:41       |
| 12. | "Cold December Night"                         | Michael Bublé, Alan Chang, Bob Rock                       | 3:18       |
| 13. | "I'll Be Home for Christmas"                  | Kim Gannon, Walter Kent, Buck Ram                         | 4:24       |
| 14. | "Ave Maria"                                   | Franz Schubert                                            | 4:00       |
| 15. | "Mis Deseos/Feliz Navidad" (với Thalía)       | Michael Bublé, Humberto Gatica, Alan Chang/José Feliciano | 4:24       |

| Deluxe Edition Bonus Tracks | Deluxe Edition Bonus Tracks       | Deluxe Edition Bonus Tracks     | Deluxe Edition Bonus Tracks |
| STT                         | Nhan đề                           | Sáng tác                        | Thời lượng                  |
| --------------------------- | --------------------------------- | ------------------------------- | --------------------------- |
| 16.                         | "Michael's Christmas Greeting"    | Michael Bublé                   | 0:04                        |
| 17.                         | "Winter Wonderland"               | Felix Bernard; Richard B. Smith | 2:29                        |
| 18.                         | "Frosty the Snowman"              | Jack Rollins; Steve Nelson      | 2:40                        |
| 19.                         | "Silver Bells" (with Naturally 7) | Jay Livingston; Ray Evans       | 3:06                        |

| Deluxe Edition Bonus DVD | Deluxe Edition Bonus DVD    | Deluxe Edition Bonus DVD |
| STT                      | Nhan đề                     | Thời lượng               |
| ------------------------ | --------------------------- | ------------------------ |
| 1.                       | "The Making of 'Christmas'" | 30:00                    |

## Bảng xếp hạng và chứng nhận
| Bảng xếp hạng (2011)                          | Vị trí cao nhất |
| --------------------------------------------- | --------------- |
| Úc (ARIA Charts)                              | 2               |
| Bỉ (Ultratop) (Flanders)                      | 17              |
| Bỉ (Ultratop) (Wallonia)                      | 29              |
| Canada (Canadian Albums Chart)                | 1               |
| Hà Lan (MegaCharts)                           | 4               |
| Phần Lan (The Official Finnish Charts)        | 14              |
| Đức (Media Control Charts)                    | 9               |
| Hungary (MAHASZ)                              | 1               |
| Ireland (Irish Albums Chart)                  | 2               |
| Ý (Federation of the Italian Music Industry)  | 4               |
| Mexico (AMPROFON)                             | 4               |
| New Zealand (New Zealand Albums Chart)        | 8               |
| Ba Lan (Polish Albums Chart)                  | 8               |
| Tây Ban Nha (Productores de Música de España) | 18              |
| Bảng xếp hạng Album của UK                    | 1               |
| Hoa Kỳ (Billboard 200)                        | 1               |

| Bảng xếp hạng (2011)  | Vị trí cao nhất |
| --------------------- | --------------- |
| Canadian Albums Chart | 16              |

| Vùng lãnh thổ | Chứng nhận  | Doanh số |
| ------------- | ----------- | -------- |
| Úc            | 2× Bạch Kim | 140.000^ |
| Canada        | 5× Bạch Kim | 400.000^ |
| Mexico        | Vàng        | 30.000^  |
| Ba Lan        | Bạch Kim    | 20.000*  |